# Warhammer Online
Warhammer Online: Age of Reckoning (ofte forkortet WAR) er et MMORPG-spil, som er sat til at udkomme d. 18 september 2008. Det er bygget over det store Warhammer-univers og lavet af EA Mythic. Warhammer Online: Age of Reckoning bygger på en lang række ideer hentet fra Mythics Dark Age of Camelot, hvor i blandt RvR spiller en stor rolle.
I Warhammer Online: Age of Reckoning kommer der 6 spillerstyrede racer, Greenskins, Chaos, Empire, Dwarf, Dark elf, og High elf. Disse 6 racer er samlet i to alliancer: The Armies of Order (Dwarfs, Empire, High elves) og The Armies of Destruction (Greenskins, Chaos og Dark elves)
Hver race har 3-4 karrieremuligheder/classes, som er unikke for hver eneste race.

## Armies – karriereoversigt
| WAR Career Chart | Careers by Archetype                                              | Careers by Archetype                                                   | Careers by Archetype | Careers by Archetype |
| ---------------- | ----------------------------------------------------------------- | ---------------------------------------------------------------------- | --- | --- |
| Armies           | Tank                                                              | Melee skade                                                            | Ranged Skade | Support |
| Dwarfs           | Ironbreaker Arkiveret 6. januar 2008 hos Wayback Machine          | Slayer                                                                 | Engineer Arkiveret 6. januar 2008 hos Wayback Machine                                                                                   | Runepriest Arkiveret 2. januar 2008 hos Wayback Machine                                                                                 |
| High Elves       | Swordmaster Arkiveret 6. januar 2008 hos Wayback Machine          | White Lion Arkiveret 30. juli 2008 hos Wayback Machine                 | Shadow Warrior Arkiveret 16. januar 2008 hos Wayback Machine                                                                            | Archmage Arkiveret 8. januar 2008 hos Wayback Machine                                                                                   |
| The Empire       | Knight of the Blazing Sun                                         | Witch Hunter Arkiveret 9. januar 2008 hos Wayback Machine              | Bright Wizard Arkiveret 6. januar 2008 hos Wayback Machine                                                                              | Warrior Priest Arkiveret 7. januar 2008 hos Wayback Machine                                                                             |
| Chaos            | Chosen (Male Only) Arkiveret 28. februar 2008 hos Wayback Machine | Marauder (Male Only) Arkiveret 28. februar 2008 hos Wayback Machine    | Magus Arkiveret 28. februar 2008 hos Wayback Machine                                                                                    | Zealot Arkiveret 28. februar 2008 hos Wayback Machine                                                                                   |
| Dark Elves       | Black Guard                                                       | Witch Elf (Female Only) Arkiveret 28. februar 2008 hos Wayback Machine | Sorcerer/Sorceress Arkiveret 28. februar 2008 hos Wayback Machinemythicmktg.fileburst.com Arkiveret 16. januar 2008 hos Wayback Machine | Disciple of Khaine Arkiveret 28. februar 2008 hos Wayback Machinemythicmktg.fileburst.com Arkiveret 16. januar 2008 hos Wayback Machine |
| Greenskins       | Black Orc Arkiveret 28. februar 2008 hos Wayback Machine          | Orc Choppa                                                             | Goblin Squig Herder Arkiveret 28. februar 2008 hos Wayback Machine                                                                      | Goblin Shaman Arkiveret 2. marts 2008 hos Wayback Machine                                                                               |

## Armies of Order

### Dwarfs
- Ironbreaker
- Runepriest
- Engineer
- Slayer

### Empire
- Bright Wizard
- Warrior Priest
- Witch Hunter
- Knight Of The Blazeing Sun

### High elves
- Swordmaster
- Archmage
- Shadow Warrior
- White Lion

## Armies of Destruction

### Greenskins
- Black Orc
- Goblin Shaman
- Goblin Squig Herder
- Choppa

### Chaos
- Chosen
- Magus
- Zealot
- Marauder

### Dark elves
- Disciple of Khaine
- Witch Elf
- Sorceress
- Black Guard

- Hver character har hver sine specielle evner, fordele og ulemper

## Priser
Warhammer Online: Age of Reckoning vil have en månedlig opkrævning som f.eks. Dark Age of Camelot.
Warhammer Online kommer til at koste:
- 1 måned: €12.99/£10.31
- 3 måneder: €35.97/£28.55 (€11.99/£9.51 om måneden)
- 6 måneder: €65.94/£52.34 (€10.99/£8.72 om måneden)

## Historie
Warhammer konceptet stammer fra England og har mere end 25 år baggrundshistorie bag sig.